# Słupica
Słupica – wieś w Polsce położona w województwie mazowieckim, w powiecie radomskim, w gminie Jedlnia-Letnisko. Ma status sołectwa.
| SIMC    | Nazwa  | Rodzaj     |
| ------- | ------ | ---------- |
| 0625674 | Posada | przysiółek |

W latach 1945–1975 miejscowość administracyjnie należała do województwa kieleckiego, następnie W latach 1975–1998 do województwa radomskiego.
Wieś jest siedzibą rzymskokatolickiej parafii św. Andrzeja Boboli w Słupicy.

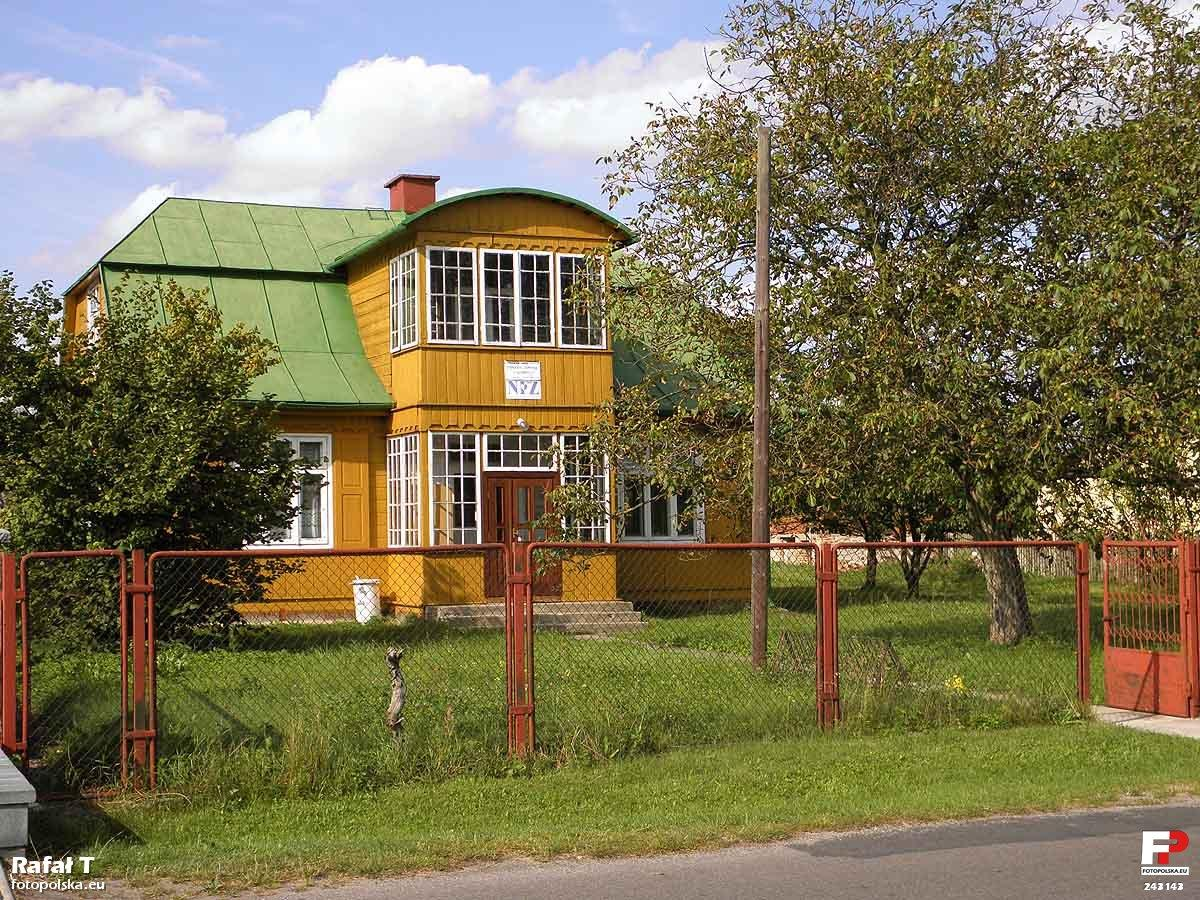
Były Ośrodek Zdrowia
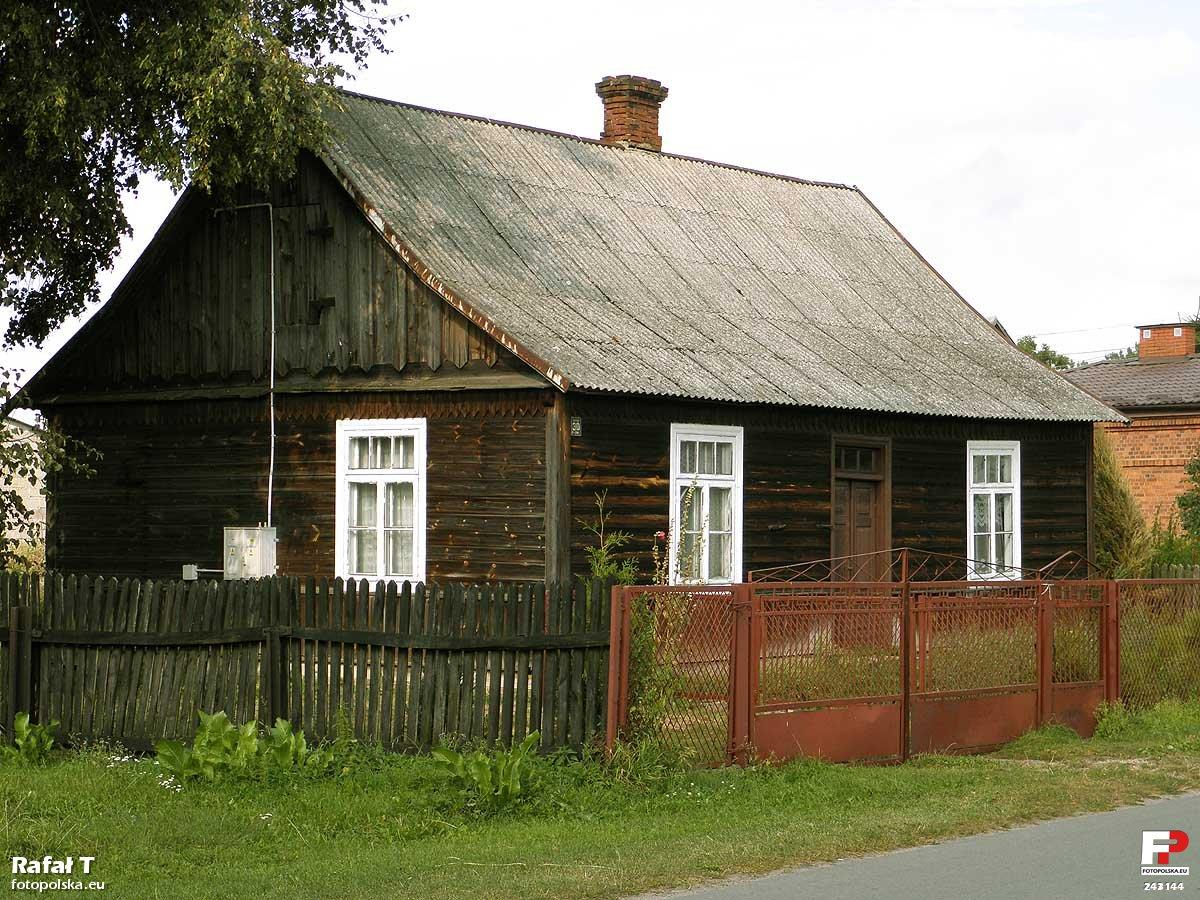
Drewniana zabudowa
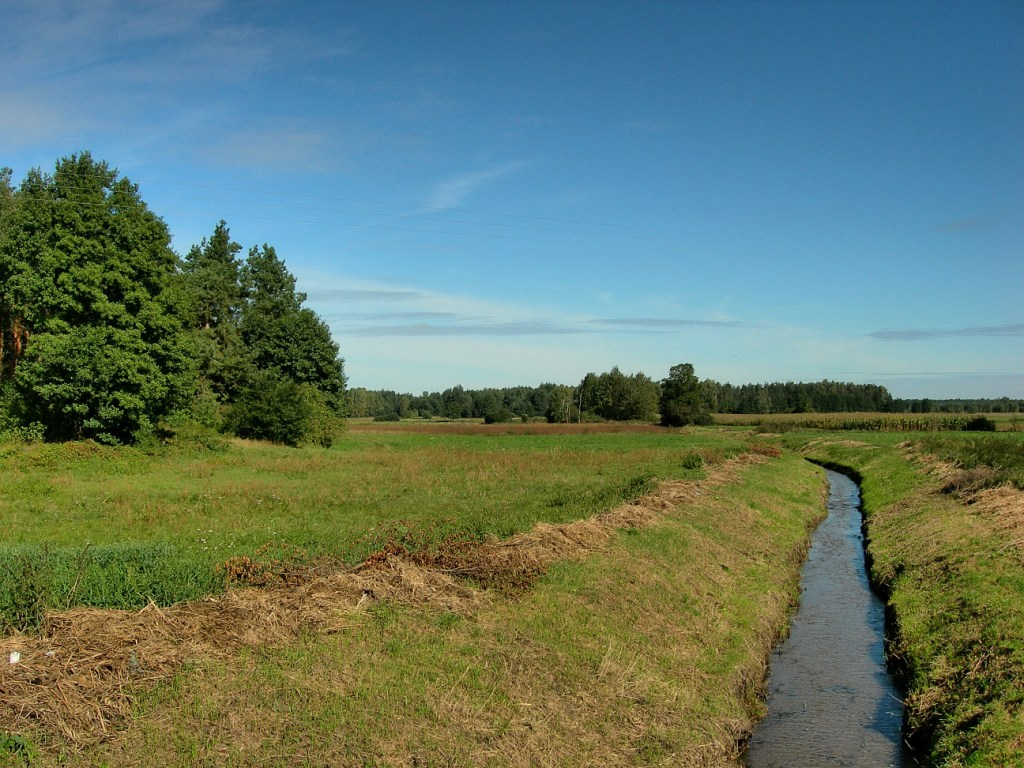
Potok Gzówka w okolicy Słupicy